# Elsa Quarta
Elsa Quarta (Lecce, 27 novembre 1938 – Motta Visconti, 17 agosto 2020) è stata una cantante italiana che godette di una certa notorietà negli anni sessanta.

## Biografia
Cantante melodica, moglie del corridore ciclista Sante Gaiardoni, mosse i primi passi nel mondo della musica leggera esibendosi in vari locali e partecipando al Festival di Roma e al Festival della canzone di Palermo, che vinse e le fece ottenere quindi un contratto discografico con la Philips.
Dopo aver preso parte a spettacoli teatrali, radiofonici e televisivi, nel 1964 fu chiamata a partecipare a Un disco per l'estate, dove presentò il brano Prego, non piangere.
Nello stesso anno debuttò al Festival di Napoli con Cerco (abbinata a Claudo Villa) e Doce è 'o silenzio (abbinata a Mario Merola).
In seguito la sua carriera si è sviluppata prevalentemente fuori dall'Italia, con tournée in paesi dell'Europa ma anche negli Stati Uniti e in Centro-America (segnatamente in Venezuela).

## Partecipazioni
- Festival di Roma
- Festival della canzone di Palermo 1958
- Un disco per l'estate 1964
- Festival di Napoli 1964

## Discografia parziale

### 45 giri
- 1962 - Esta noche/Quattro chitarre (Philips, 363 643 PF)
- 1963 - Esta noche/La forza di lasciarti (Philips, 363 648 PF)
- 1963 - A braccia aperte/Se ti parlo di lui' (Philips, 363 658 PF)
- 1964 - Prego (non piangere)/Se ti parlo di lui' (Philips, 363 685 PF)
- 1964 - Doce è 'o silenzio/Cerco (Philips, 363 692 PF)
- 1966 - Prima che finisca l'amore/Prima di perdere (Philips, 363 704 PF)
- 1966 - Ai nostri tempi/E poi succede (Philips, 363 711 PF)
- 1967 - Ragazzi non suonate più/E se ti fermerai (CGO, EQ 351)
- 1969 - Santa Maria/Rose bianche (CGO, EQ 519)
- 1969 - Doswidania a Mosca/Lasciatemi sola (CGO, EQ 534)
- 1972 - Bentornato amore/C'è un caffè (CAR Juke Box, CRJ NP 1073)
- 1985 - Viva la bicicletta/Azzurri battimani (Fonit Cetra, SP 1831)